# Kleine Fabel
Kleine Fabel ist eine Parabel über eine verzweifelte Maus von Franz Kafka, die 1920 entstand. Sie wurde postum von Max Brod herausgegeben, der ihr auch den Titel gab.

## Der vollständige Text
„Ach“, sagte die Maus, „die Welt wird enger mit jedem Tag. Zuerst war sie so breit, daß ich Angst hatte, ich lief weiter und war glücklich, daß ich endlich rechts und links in der Ferne Mauern sah, aber diese langen Mauern eilen so schnell aufeinander zu, daß ich schon im letzten Zimmer bin, und dort im Winkel steht die Falle, in die ich laufe.“ – „Du mußt nur die Laufrichtung ändern“, sagte die Katze und fraß sie.

## Formanalyse
Es handelt sich hier nicht um eine Fabel im traditionellen Sinn, sondern um eine Erzählung, die dem Leser den Täuschungscharakter aller Auslegungen vor Augen führt. Der Titel enthält eine Gattungsbezeichnung, die den Text in die Reihe der didaktischen Tiergeschichten stellt. Es fehlt aber die erbauliche oder zumindest aufklärerische Botschaft, es zeigt sich nur Ausweglosigkeit. Diese Fabel schlägt dem aufklärerischen Optimismus, aus dem diese Gattung eigentlich hervorgeht, geradezu höhnisch ins Gesicht. Darin zeigt sich zwar verdeckt auch ein Fabelsinn, nämlich die Warnung vor einem fehlgeleiteten Leben, was wiederum viel eher der Art einer Parabel entspricht. „Die kleine Anti-Fabel ist Kafkas kleinste Parabel“ (Sudau).
Die Erzählung beschränkt sich auf die letzten dramatischen Momente im Leben der Maus, lässt aber die Umrisse des gesamten Lebens aufscheinen. Die Maus erzählt erst im Präsens (wird enger...), wechselt dann ins Imperfekt (war sie...), ein Finalsatz in derselben Zeitstufe wird eingeschoben (hatte...Angst), ehe die Erzählung wieder ins Präsens wechselt und in dieser Zeitform abgeschlossen wird (eilen..., ich bin..., steht..., ich laufe...). Der Lebensweg der Maus ist scheinbar vorherbestimmt. Zuerst ängstigt sie die Breite, die daraus resultierende vollkommene Freiheit, so dass sie schnell weiter läuft. Glücklich ist sie nur kurz, als sie die begrenzenden Mauern erkennt, denn scheinbar ohne dass Zeit vergangen ist, ist sie schon am Ende, im „letzten Zimmer“, angelangt. Dort steht die Falle, in die sie hineinlaufen muss.
Absurd ist der zynische Ausspruch der Katze, der auf das Ändern der Laufrichtung verweist. Obwohl die Maus scheinbar alle Entscheidungsfreiheit besitzt, ist ihr Lebensweg ohne ihren eigenen Einfluss vorherbestimmt. Sie kann gar nicht anders, als im letzten Zimmer in die Falle zu laufen, wo sie gefressen wird. Die Katze muss sich nicht einmal die Mühe geben, sie zu jagen, die Maus wird der Katze durch den ihr eigenen Lebensweg quasi „auf dem Silbertablett“ serviert.
Dieses Motiv findet man sehr oft bei Kafka. Als Beispiele seien die Romane Der Proceß und Das Schloss genannt, doch auch im Landarzt, im Urteil oder in der Parabel Vor dem Gesetz ist der Protagonist in einem determinierten Untergangsszenario gefangen, aus dem ihm keine wie auch immer geartete Handlungsweise herauszuhelfen vermag. Dies alles geschieht, ohne dass dieser Protagonist Schuld auf sich geladen hat. Es ist einfach der „natürliche Lauf der Dinge“.

## Deutungsansätze
Der Weg zwischen den enger werdenden Mauern auf die Falle zu könnte auch allgemein den Lebensweg mit dem zwangsläufigen Ende durch den Tod darstellen. Hier werden in wenigen Worten Etappen des menschlichen Lebens signalisiert. Die schwierige Findung in der Jugend. Die beengenden Pflichten des Erwachsenen. Da scheint der Spruch der Katze fast wie eine Verlockung des vielfältig in seinem Normalleben festgefahrenen Menschen in einen Aufbruch in Richtung einer grundsätzlich neuen Situation, die allerdings in die Vernichtung führt. Die Sorge wegen der Falle stellte die allgemeine Existenzsorge einschließlich der Angst vor dem Tod dar. Sie gehen aber durch ein ganz unerwartetes vorzeitiges Sterben völlig ins Leere. Die Maus befindet sich aussichtslos zwischen verschiedenen Varianten des Todes, und zwar nicht nur durch äußere Gefahr, sondern durch die eigene innere Befindlichkeit.
Denkbar ist es aber auch, die Provokation der Fabel zu unterlaufen, ihrer Aussage auszuweichen. Vielleicht geht es nicht um den Menschen an sich, sondern eben um die „graue Maus“, die diesen Zwängen unterliegt, was aber nicht zwangsläufig gelten muss. So könnte die kleine Fabel ja auch eine Aufforderung sein, frühzeitig souverän das Leben anzugehen und eben nicht zwangsläufig zwischen Mauern in die Falle zu laufen.
Wie in vielen Kafka-Erzählungen ist die Fehleinschätzung der Realität und das Scheitern das Thema. Im Gegensatz zu diesen anderen Erzählungen wie z. B. Der Bau, Forschungen eines Hundes, Der Dorfschullehrer, in denen abschließend ein gewisser unbefriedigender Schwebezustand bleibt, führt die vorliegende Geschichte abrupt in ein tödliches Ende. Und die Furcht der Maus bekommt so – allerdings ohne kausalen Zusammenhang – im Nachhinein ihre volle Berechtigung.

## Rezeption
„Insgesamt vollbringt Kafka das Kunststück, einen als schwermütig-beschaulichen Lebensrückblick anhebenden Vorgang in kürzester Zeit zu einem ruckartigen Bewegungssog zu beschleunigen und in einer dramatischen Zuschnapp-Bewegung abrupt zu beenden. Allein diese Lese- und Vorstellungsdynamik ist verblüffend in Szene gesetzt. Nimmt man den gedanklichen Schock durch die grausame Pointe hinzu, ist Kafkas ‚Kleine Fabel‘ ein Meisterwerk frappierender Konstruktion“ (Sudau).
Der US-amerikanische Schriftsteller und Dozent David Foster Wallace nahm Kleine Fabel als ein Beispiel für Kafkas Komik (funnyness).

## Textausgaben
- Sämtliche Erzählungen. Herausgegeben von Paul Raabe, Fischer-Taschenbuch-Verlag, Frankfurt am Main und Hamburg 1970, ISBN 3-596-21078-X.
- Nachgelassene Schriften und Fragmente 2. Herausgegeben von Jost Schillemeit. S. Fischer Verlag, Frankfurt am Main 1992, ISBN 3-10-038145-9, S. 343.
- Die Erzählungen. Originalfassung, Herausgegeben von Roger Hermes, Fischer Verlag 1997, ISBN 3-596-13270-3.
- Kleine Fabel. Graphic Novel. Illustriert von Elvira Calderón nach Vorlagen von José Guadalupe Posada. Dreisprachige Ausgabe: Deutsch/Englisch/Spanisch. Herausgegeben von Elena Moreno Sobrino, Calambac Verlag 2013, ISBN 978-3-943117-79-0, S. 26.

## Sekundärliteratur
- Beda Allemann: Kafkas „Kleine Fabel“. In: Beda Allemann u. Erwin Koppen (Hrsg.): Teilnahme und Spiegelung. Berlin, New York 1975, S. 465–484.
- Peter-André Alt: Franz Kafka. Der ewige Sohn. Beck, München 2005, ISBN 3-406-53441-4.
- Manfred Engel: Kleine nachgelassene Schriften und Fragmente 3. In: Manfred Engel, Bernd Auerochs (Hrsg.): Kafka-Handbuch. Leben – Werk – Wirkung. Metzler, Stuttgart, Weimar 2010, ISBN 978-3-476-02167-0, S. 359 f.